# Demarest
Demarest ist eine Stadt im Bergen County des Bundesstaats New Jersey in den USA. Das U.S. Census Bureau hat bei der Volkszählung 2020 eine Einwohnerzahl von 4.981 ermittelt.

## Geographie
Nach dem United States Census Bureau hat die Stadt eine Gesamtfläche von 5,4 km², wobei keine Wasserflächen miteinberechnet sind.

## Geschichte
Sechs Bauwerke und Stätten im Ort sind im National Register of Historic Places (NRHP) eingetragen (Stand 26. Oktober 2018).

## Demographie
Nach der Volkszählung von 2000 gibt es 4.845 Menschen, 1.601 Haushalte und 1.386 Familien in der Stadt. Die Bevölkerungsdichte beträgt 903,7 Einwohner pro km². 77,28 % der Bevölkerung sind Weiße, 0,50 % Afroamerikaner, 0,02 % amerikanische Ureinwohner, 20,25 % Asiaten, 0,02 % pazifische Insulaner, 0,47 % anderer Herkunft und 1,47 % Mischlinge. 3,45 % sind Latinos unterschiedlicher Abstammung.
Von den 1.601 Haushalten haben 45,5 % Kinder unter 18 Jahre. 76,2 % davon sind verheiratete, zusammenlebende Paare, 8,0 % sind alleinerziehende Mütter, 13,4 % sind keine Familien, 11,6 % bestehen aus Singlehaushalten und in 7,2 % Menschen sind älter als 65. Die Durchschnittshaushaltsgröße beträgt 3,02, die Durchschnittsfamiliengröße 3,27.
28,9 % der Bevölkerung sind unter 18 Jahre alt, 4,7 % zwischen 18 und 24, 25,1 % zwischen 25 und 44, 26,9 % zwischen 45 und 64, 14,4 % älter als 65. Das Durchschnittsalter beträgt 41 Jahre. Das Verhältnis Frauen zu Männer beträgt 100:96,2, für Menschen älter als 18 Jahre beträgt das Verhältnis 100:90,9.
Das jährliche Durchschnittseinkommen der Haushalte beträgt 103.286 USD, das Durchschnittseinkommen der Familien 113.144 USD. Männer haben ein Durchschnittseinkommen von 82.597 USD, Frauen 43.750 USD. Der Prokopfeinkommen der Stadt beträgt 51.939 USD. 1,6 % der Bevölkerung und 0,9 % der Familien leben unterhalb der Armutsgrenze, davon sind 0,7 % Kinder oder Jugendliche jünger als 18 Jahre und 1,6 % der Menschen sind älter als 65.